# NGC 5890
NGC 5890 é uma galáxia espiral (S0-a) localizada na direcção da constelação de Libra. Possui uma declinação de -17° 35' 19" e uma ascensão recta de 15 horas, 17 minutos e 51,1 segundos.
A galáxia NGC 5890 foi descoberta em 1886 por Ormond Stone.